# Albert Bender
Pour les articles homonymes, voir Bender.
 (janvier 2025).
Si vous disposez d'ouvrages ou d'articles de référence ou si vous connaissez des sites web de qualité traitant du thème abordé ici, merci de compléter l'article en donnant les références utiles à sa vérifiabilité et en les liant à la section « Notes et références ».
Albert Maurice Bender (Dublin, 1866 — San Francisco, 1941) est un collectionneur d'art américain d'origine irlandaise, et l'un des principaux mécènes des arts à San Francisco dans les années 1920 et 1930.
Il a joué un rôle clé dans le début de la carrière d'Ansel Adams et a été l'un des premiers mécènes américains de Diego Rivera. En fournissant une aide financière aux artistes, aux écrivains et aux institutions, il a eu un impact significatif sur le développement culturel de la région de la baie de San Francisco et au-delà,.

## Biographie

### Jeunesse et formation
Albert Maurice Bender naît le 18 juin 1866 à Dublin, en Irlande. Ses parents, le rabbin Philip Bender et Augusta Bremer Bender, sont tous deux allemands. En 1881, il immigre aux États-Unis en compagnie d'un de ses oncles maternels, Joseph Bremer. Lui et son frère William s'étaient déjà installés à San Francisco, et William embaucha le jeune Albert pour travailler dans son bureau d'assurance. Bender devient alors un courtier d’assurance très prospère à part entière.

### Mécène des arts
Amoureux de la littérature dès son plus jeune âge, Bender commence à collectionner des livres rares et contribue à créer le Book Club of California (en) en 1912. Inspiré par sa cousine Anne Bremer, une artiste professionnelle, Albert Bender commence à collectionner des œuvres d'art, en mettant l'accent sur les œuvres d'art local et les art en Chine, du Japon et du Tibet. Il s'intéresse de près aux artistes et aux écrivains de la région de la baie de San Francisco, qu'il cherche à soutenir.
Albert Bender acquiert de nombreux objets de collection, ce qui ne l'empêche pas d'être très généreux : il devient un donateur prolifique aux musées et aux bibliothèques de la région de la baie de San Francisco. Il est ainsi appelé « l'acheteur et le donateur le plus actif d'œuvres d'artistes californiens que l'État ait jamais connu ». Il fait don d'importantes collections à ce qui est aujourd'hui le Musée des Beaux-Arts de San Francisco, le Musée d'Art moderne de San Francisco, le musée d'art du Mills College et le Berkeley Art Museum and Pacific Film Archive.
À partir de 1932, il fait don de 260 pièces d'art asiatique au Musée national d'Irlande en mémoire de sa mère. Il fait aussi don de collections de livres rares et de beaux imprimés au Mills College, à l'Université de Stanford, à l'Université de Californie et à la Bibliothèque publique de San Francisco.
Sa générosité en Europe lui a valu les titres de membre de la Société royale des Antiquaires d'Irlande (en), membre de la Royal Geographical Society, Chevalier de la Légion d'honneur de France et Cavalier de la Couronne d'Italie. Il a reçu des diplômes honorifiques du Mills College et de l'Université de Californie à Berkeley. L'Université de Stanford possède une salle Bender dans sa bibliothèque, et au Mills College, il y a une salle Bender dans l'ancien bâtiment de la bibliothèque.
Bender a été administrateur du Mills College, commissaire de la bibliothèque publique de San Francisco et membre du conseil d'administration de la California Society of Etchers (aujourd'hui California Society of Printmakers (en)), de la California Historical Society (en), du Book Club of California, de la Japan Society, du Home for Aged Disabled, et du San Francisco Symphony, Art Association, Museum of Art, Opera Association et Opera Guild.
Bender a contribué à lancer la carrière de nombreux artistes et photographes, parmi lesquels Ansel Adams. Il a financé la publication de son premier portfolio (Parmelian Prints of the High Sierras, 1927) et de son premier livre (Taos Pueblo, avec l'auteur Mary Hunter Austin, 1930).

## Judaïsme
Dans les années 1930, Bender était décrit comme « le Juif le plus connu de San Francisco ». Il « était membre fondateur du conseil d'administration de la Fédération des œuvres caritatives juives et un fidèle de longue date d'Emanu-El, dont le sanctuaire caverneux ne pouvait pas contenir tous ceux qui venaient à ses funérailles. ».

## Exposition d'Albert Bender à Dublin
Une exposition permanente au Musée national d'Irlande a ouvert ses portes en 2008, intitulée « A Dubliner's Collection of Asian Art - The Albert Bender Exhibition » (La collection d'art asiatique d'un Dublinois - L'exposition Albert Bender). Cette exposition présente le matériel donné par Bender au Musée national d'Irlande dans les années 1930 lorsque son don, initialement refusé fut accepté par le directeur du musée, Adolf Mahr (en), qui devint plus tard le chef du parti nazi en Irlande. La collection est exposée sur le site des Arts décoratifs et de l'Histoire du musée à Collins Barracks, à Dublin. Le remontage moderne de cette exposition présente une sélection des 260 objets d'art asiatique donnés par Bender, l'un des ensembles d'objets les plus importants étant l'ensemble de rares thangkas (tapisseries bouddhistes) du Tibet du XVIIIe siècle. On y trouve également une grande exposition d'estampes japonaises, d'objets en métal chinois et d'icônes religieuses.